# Erodium
Genre
Classification phylogénétique
Le genre botanique Erodium regroupe diverses plantes de la famille des Géraniacées, auxquelles on donne généralement le nom vernaculaire de becs-de-grue, en raison de leurs fruits comparables à de longs becs érigés. On en compte en tout une soixantaine d’espèces, pour la plupart originaires des régions méditerranéennes ou d’Asie occidentale.

## Description
Carl von Linné regroupait en un même genre (Geranium) les trois genres fort proches les uns des autres que sont Erodium, Geranium et Pelargonium. La distinction entre eux a été faite par Charles Louis L'Héritier de Brutelle en fonction du nombre des étamines, ou plutôt des anthères, cinq pour Erodium, sept pour Pelargonium et dix pour Geranium (chaque genre possède dix étamines, mais certaines ont des filets sans anthères). 
Mais les trois genres possèdent la même caractéristique au niveau de leurs fruits, comparables à de longs becs d’oiseau. D’où leurs noms scientifiques : Geranium évoque la grue (grec geranos), Pelargonium la cigogne (pelargos) et Erodium le héron (erodios). Il existe cependant une distinction entre Geranium et Erodium à la maturité des cinq carpelles communs à l'ensemble de la famille : ceux du premier restent retenus par le haut et se roulent en arc ; ceux du second se détachent et se roulent en tire-bouchon.

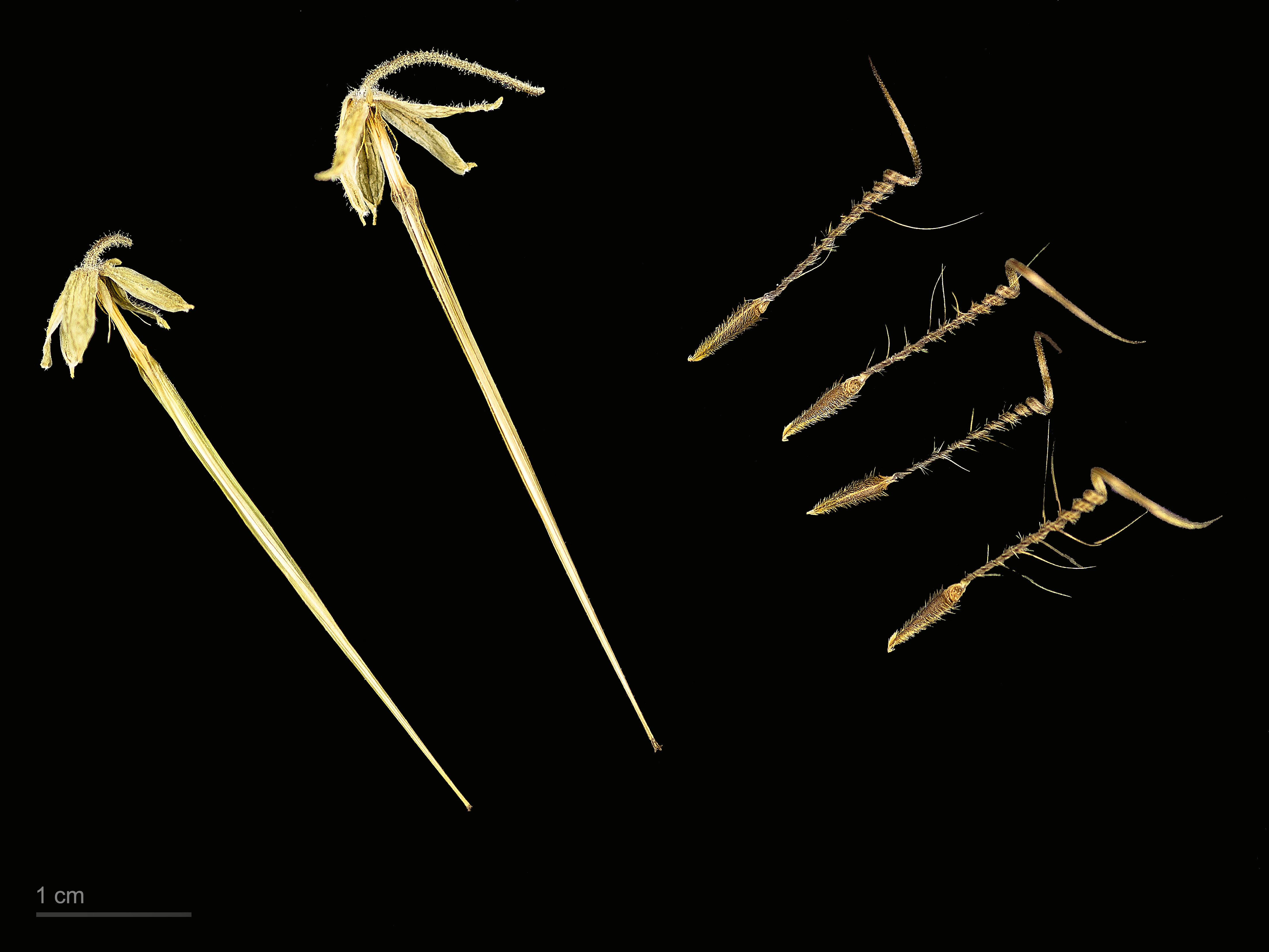
Carpelles de Erodium moschatum.

Parmi les autres différences, on peut noter que les feuilles de Geranium sont palmatilobées, tandis que celles d’Erodium sont pennées. Les cinq pétales des fleurs de Geranium sont réguliers, ceux d’Erodium le plus souvent irréguliers.

## Dissémination des graines
La plante dissémine ses graines par autochorie, elle perce également le sol à l'aide de sa vrille qui pousse dans la terre son bec.

## Principales espèces
- Erodium acaule (L.) Bech. & Thell.
- Erodium aethiopicum (Lam.) Brumh. & Thell.
- Erodium botrys (Cav.) Bertol.
- Erodium chium (L.) Willd.
- Erodium ciconium (L.) L’Hér.
- Erodium cicutarium (L.) L’Hér.
- Erodium corsicum Léman
- Erodium crispum Lapeyr.
- Erodium daucoides Boiss.
- Erodium foetidum (L.) L'Hér.
- Erodium glandulosum (Cav.) Willd.
- Erodium laciniatum (Cav.) Willd.
- Erodium lebelii Jord.
- Erodium malacoides (L.) L’Hér.
- Erodium manescavi Coss.
- Erodium maritimum (L.) L’Hér.
- Erodium moschatum (L.) L’Hér.
- Erodium rodiei (Braun-Blanq.) Poirion
- Erodium salzmannii Delile

## Galerie de photos

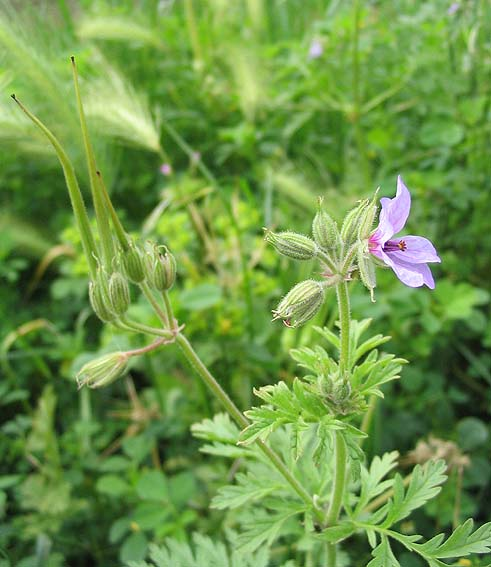
Erodium ciconium
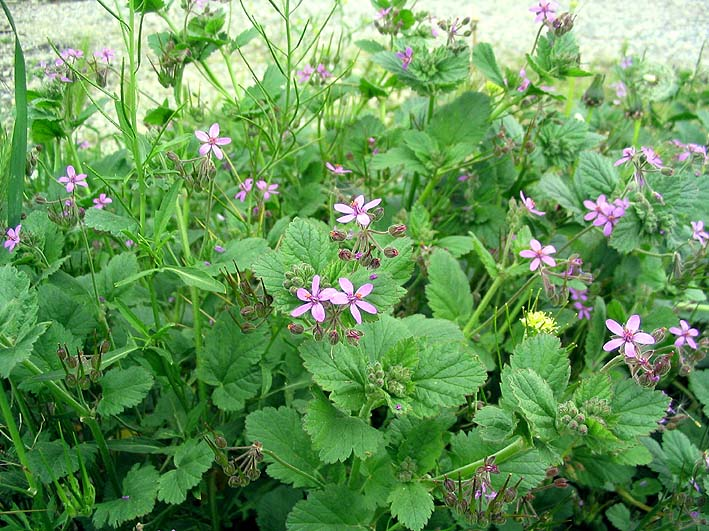
Erodium malacoides
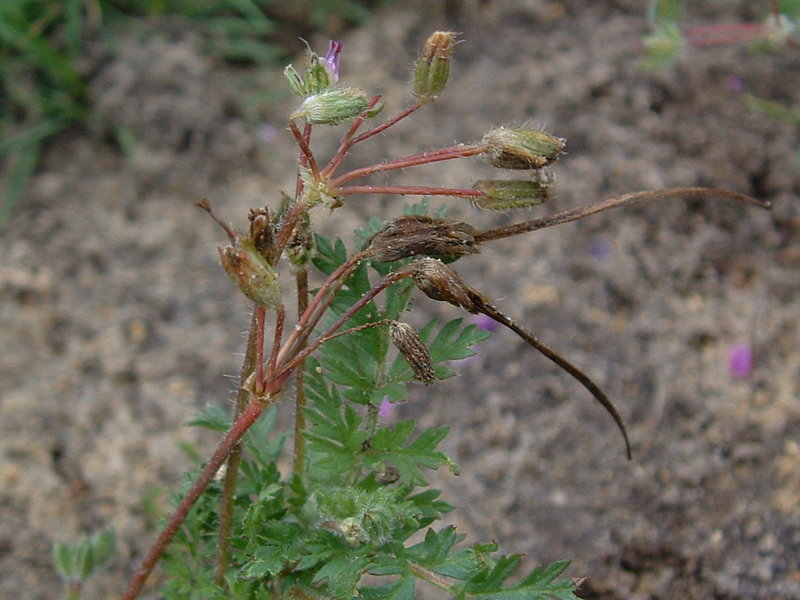
Erodium cicutarium
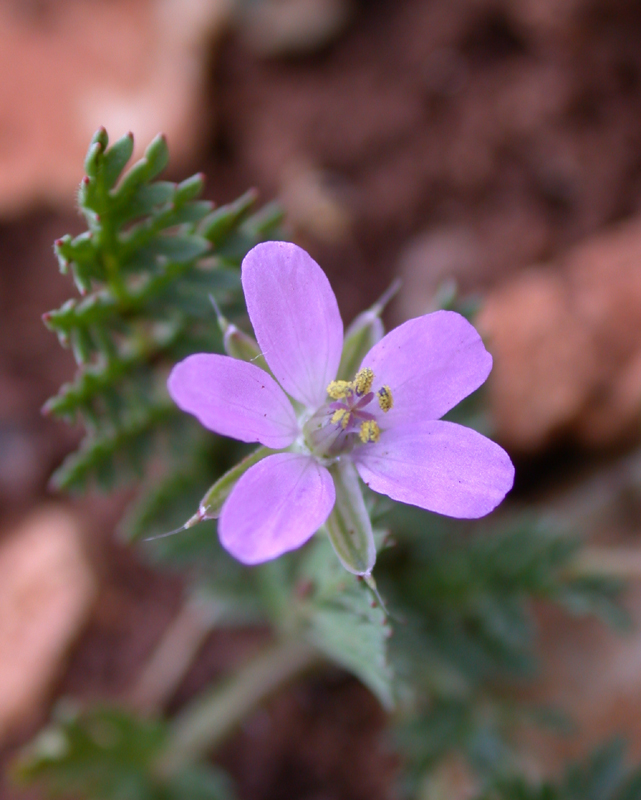
Erodium acaule
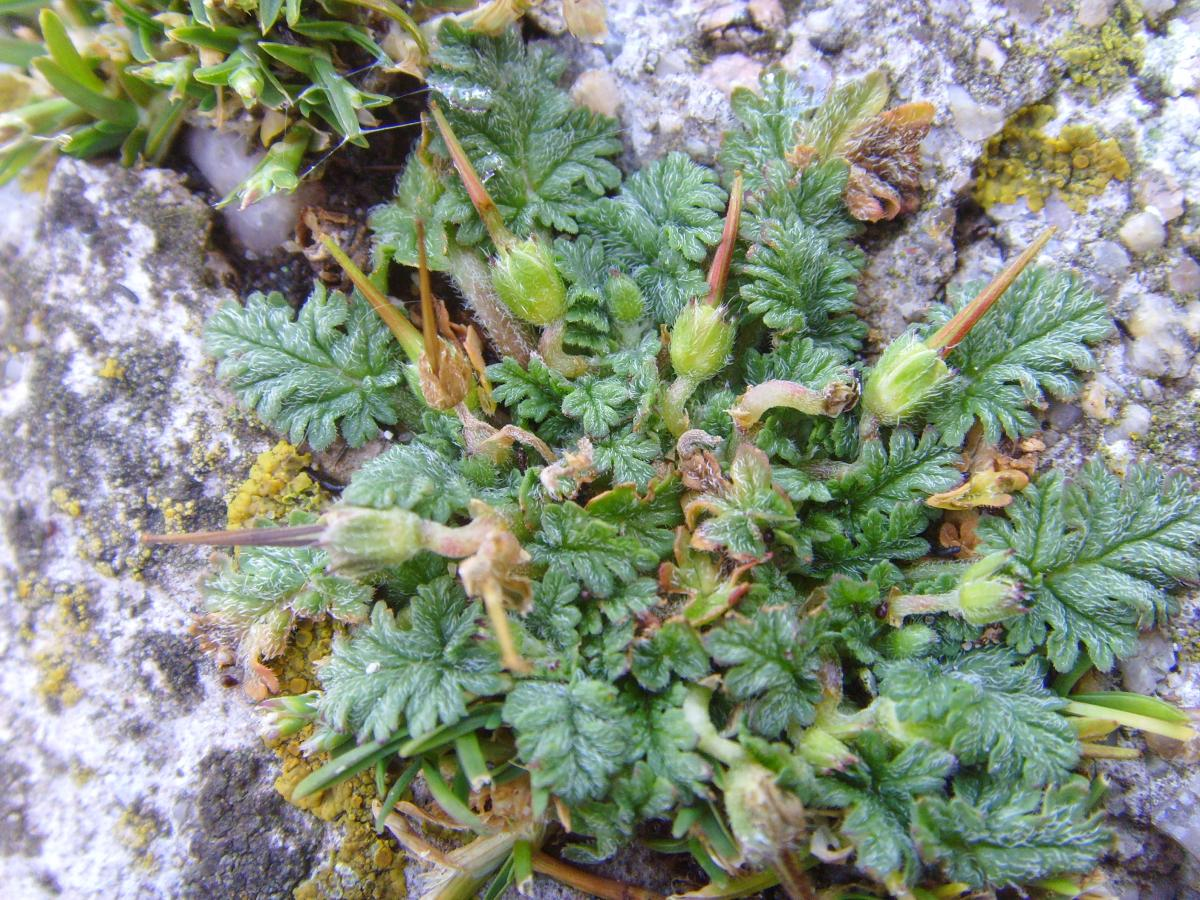
Erodium maritimum
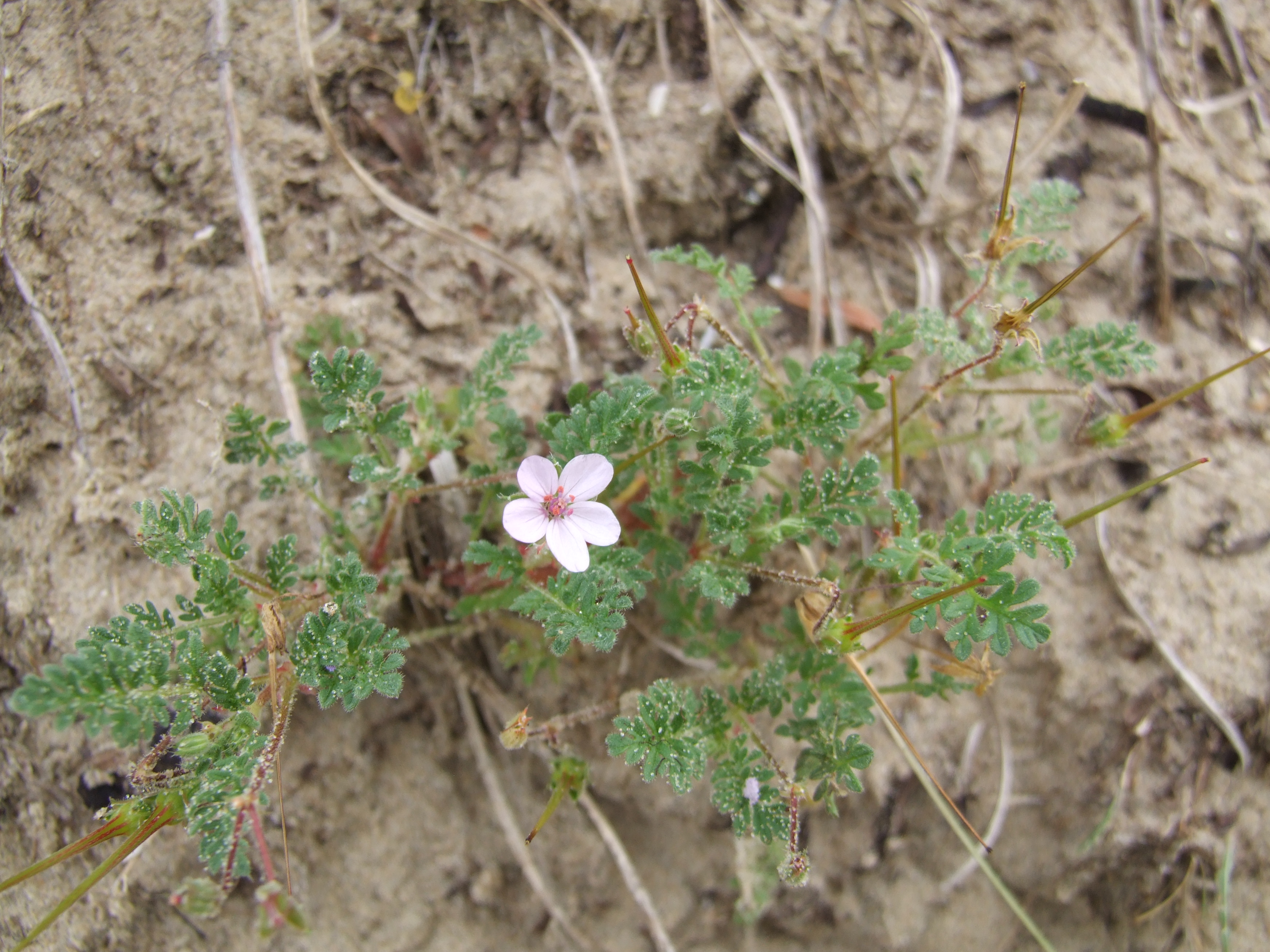
Bec-de-cigogne des dunes (Erodium lebelii), dune du Perroquet, Bray-Dunes
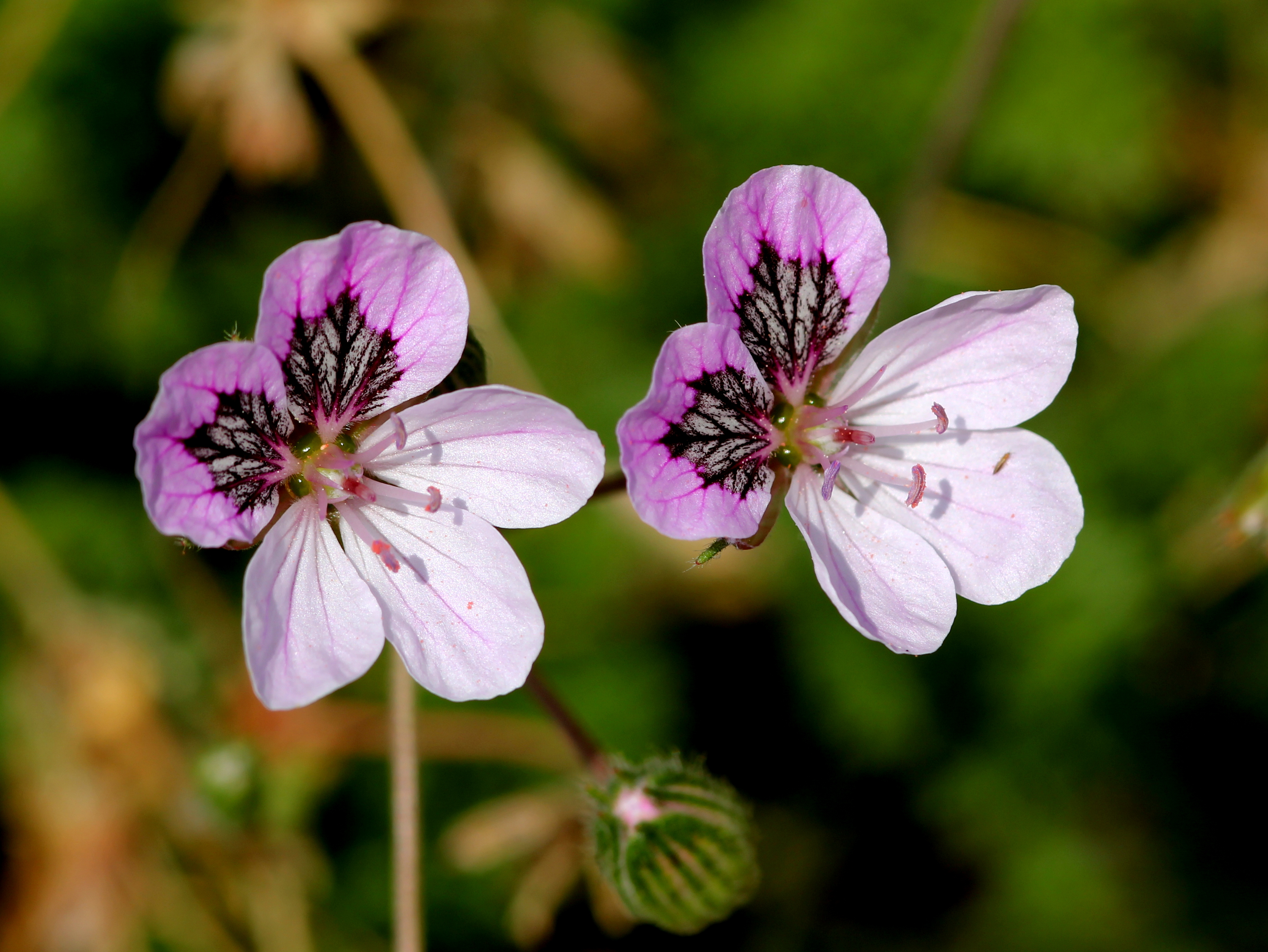
Erodium petraeum - Muséum de Toulouse